# Куми-Куми
«Ку́ми-Ку́ми» — российский анимационный сериал для детей 8-12 лет. Мультфильм создан студией «Toonbox», при поддержке продюсерского центра «Рики», выпускающего популярный российский мультсериал Смешарики. С ноября 2012 года выходит на телеканалах Мультиманияи Карусель. В 2013—2014 годах выходил на телеканале СТС. В 2011—2014 годах сериал разрабатывался при поддержке Правительства Москвы и Фонда Кино

## Сюжет
Мультсериал рассказывает о приключениях Джуги, Юси и Шумадана — представителей трёх племён, населяющих мир Куми-Куми. Очень разные по характерам, герои дружат, несмотря на сложные отношения между их племенами. Каждую серию кто-то из друзей попадает в переделку, выпутываться из которой приходится всем вместе. Часто ситуация осложняется ещё и тем, что Джуга и Шумадан влюблёны в Юси.

## Куми-Куми мультимедиа
1 июня 2011 года вышла официальная компьютерная игра «The Game» по мотивам пилотной серии проекта «Куми-Куми».
31 декабря 2012 года на iTunes появилось первое приложение «Куми-Куми» для AppStore.

## Главные герои
Главные герои сериала — три юных Куми-Куми: два мальчика и одна девочка. Они происходят из разных племён, что иногда мешает их взаимопониманию. Однако между собой они ладят куда лучше, чем со своими соплеменниками, которые считают их «белыми воронами».
- Джу́га — представитель цивилизации Джуми-Куми.
- Ю́си — представительница цивилизации Юми-Куми.
- Шумада́н — представитель цивилизации Шуми-Куми. Всегда носит с собой чемодан, и от этого произошло его имя.

## Роли озвучивали
| Актёр              | Роль                            |
| ------------------ | ------------------------------- |
| Марьяна Спивак     | Юси (0—2 серии), Шаманка        |
| Алина Рин          | Юси (с 3 серии), Ойло, Кукулька |
| Владимир Пономарёв | Джуга, Шумадан                  |
| Александр Власов   | Генерал Шуми-Куми               |
| Марк Томпсон       | Элвис (5 серия)                 |
| Борис Долматов     | Ворма                           |
| Алексей Просвирнин | Робот                           |
| Анастасия Лапина   | Королева (9 серия)              |

## Список эпизодов

### 1-й сезон
| №  | Русский перевод    | Официальное название | Дата выхода      | Хронометраж        |
| -- | ------------------ | -------------------- | ---------------- | ------------------ |
| 00 | Игра               | The Game             | 30 марта 2011    | 13 минут 05 секунд |
| 01 | Легенда            | The Legend           | 12 ноября 2012   | 11 минут 05 секунд |
| 02 | Солнечная энергия  | Solar Energy         | 12 ноября 2012   | 11 минут 05 секунд |
| 03 | Мусорная жаба      | Trash Toad           | 12 ноября 2012   | 11 минут 05 секунд |
| 04 | Рыбалка            | Fishing              | 13 ноября 2012   | 11 минут 05 секунд |
| 05 | Облачный край      | The Cloudies         | 14 ноября 2012   | 11 минут 05 секунд |
| 06 | Новый год          | New Year             | 20 декабря 2012  | 11 минут 05 секунд |
| 07 | Ойло               | Oilo                 | 22 декабря 2012  | 11 минут 05 секунд |
| 08 | Червячок           | The Small Worm       | 25 декабря 2012  | 11 минут 05 секунд |
| 09 | Третий глаз        | The Third Eye        | 5 сентября 2013  | 11 минут 05 секунд |
| 10 | Робот              | The Robot            | 30 сентября 2013 | 11 минут 05 секунд |
| 11 | Влюблённый генерал | General in Love      | 13 декабря 2013  | 11 минут 05 секунд |
| 12 | Куми-микс          | Qumi-Mix             | 23 мая 2014      | 11 минут 05 секунд |
| 13 | Зомби              | The Zombie           | 15 августа 2014  | 11 минут 05 секунд |
| 14 | Мани, мани!        | Money, money!        | 31 декабря 2015  | 11 минут 05 секунд |
| 15 | Порталы            | The portals          | 1 сентября 2016  | 11 минут 05 секунд |

### (VR, 360°)
| № | Русский перевод      | Официальное название | Год  | Хронометраж |
| - | -------------------- | -------------------- | ---- | ----------- |
| 1 | Фокус-Покус, часть 1 | Hocus Pocus, past 1  | 2017 | 7 минут     |
| 2 | Фокус-Покус, часть 2 | Hocus Pocus, past 2  | 2017 | 7 минут     |
| 3 | Фокус-Покус, часть 3 | Hocus Pocus, past 3  | 2017 | 7 минут     |
| 4 | Фокус-Покус, часть 4 | Hocus Pocus, past 4  | 2017 | 7 минут     |

### 2-й сезон
| №  | Русский перевод | Официальное название | Год         | Хронометраж        |
| -- | --------------- | -------------------- | ----------- | ------------------ |
| 16 | Потерянный сон  | Lost Sleep           | 25 мая 2018 | 3 минуты 50 секунд |
| 17 | Машина времени  | The Time Machine     | 25 мая 2018 | 3 минуты 50 секунд |

## Награды
- 2012 — Сериал «Куми-Куми» получил приз зрительских симпатий на 17 Международном Фестивале детского анимационного кино «Золотая рыбка»[13].
- 2012 — Первый детский фестиваль отечественной анимации «Радуга детства»: профессиональное детское жюри нашло самого страшного мультзлодея в сериале «Куми-Куми»[14].
- 2013 — Эпизод мультсериала «Третий глаз» получил главный приз от Newsground.com[15] и был назван редакцией сайта лучшим мультфильмом 2013 года[16].
- 2014 — Большой Фестиваль Мультфильмов — детское жюри отметило: Специальное упоминание за лучший визуальный ряд «Куми-куми: Зомби»[17].
- 2019 — Приз за лучший сериал: «Куми-Куми: Потерянный сон. Машина времени» на открытом российском фестивале анимационного кино Суздаль — 2019[18]